# Alyssum euboeum
Alyssum euboeum är en korsblommig växtart som beskrevs av Eugen von Halácsy. Alyssum euboeum ingår i släktet stenörter, och familjen korsblommiga växter. Inga underarter finns listade i Catalogue of Life.